# Hrvatska bijela koza
Hrvatska bijela koza je bijela pasmina saanske koze koja za razliku od ostalih pasmina ima grublju i dužu dlaku. Hrvatska bijela koza je hrvatska izvorna pasmina koza. Ona je nastala na Velebitu, Bukovici, Dinari, Kamešnici i Biokovu. Na istim područjima se i danas ponaviše uzgaja zbog mesa i mlijeka.